# 요시자와 슈
요시자와 슈(일본어: 吉澤 柊, 1998년 10월 21일~)는 일본의 축구 선수이다.

## 구단 경력
그는 2021년 일본 풋볼 리그의 이와키 FC에 입단했다. 2021년 일본 풋볼 리그 우승으로 J3리그로 승격했다. 2022년 J3리그 우승으로 J2리그로 승격했다. 2023년까지 70경기에 출전하여, 11득점을 넣었다. 2024년 J3리그의 테게바자로 미야자키로 이적했다.